# Peter-Heinz Müller-Link

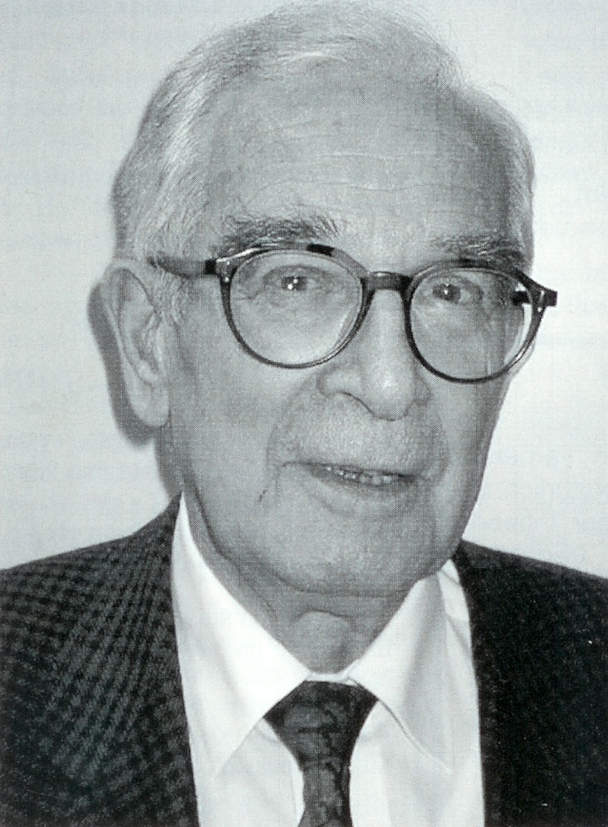
Peter-Heinz Müller-Link im Jahre 2000

Peter-Heinz Müller-Link (* 2. Januar 1921 in Hamburg; † 10. Oktober 2009 ebenda) war ein deutscher Politiker der FDP.

## Leben und Beruf
Müller-Link wurde 1939 nach dem Notabitur auf der „Oberrealschule des Johanneums“ zum Kriegsdienst einberufen. Dort erlangte er den Dienstgrad eines Hauptmanns. Ihn traf das „kollektive Schicksal“ (eigene Aussage) einer Kriegsverletzung (Unterschenkelamputation). Nach 1945 nahm er ein Studium der Rechtswissenschaften auf. Seit Bestehen des zweiten Staatsexamens war er – nur unterbrochen durch seine Senatorentätigkeit – als Rechtsanwalt tätig. Er heiratete 1949 Gabriele Kerner, die 1975 starb. Aus dieser Ehe stammen die Kinder Ulrike (* 1950) und Dietrich (* 1952). Er war in zweiter Ehe mit Gudrun Müller-Link, geborene Hilbert, verheiratet. Für seine Verdienste verlieh ihm der Senat der Freien und Hansestadt Hamburg 1991 die Bürgermeister-Stolten-Medaille. Er war Mitglied der Hamburger Freimaurerloge Die Brückenbauer. Am 10. Oktober 2009 starb er nach langer schwerer Krankheit.

## Partei
Müller-Link trat am 1. September 1946 der FDP bei und war in den 1950er-Jahren Hamburger Landesvorsitzender der Jungdemokraten. Seit 1951 gehörte er bis 1974 fast ununterbrochen dem Landesvorstand der Hamburger FDP an, von 1954 bis 1966 als stellvertretender Landesvorsitzender. Danach zog er sich vorübergehend aus der Landespolitik zurück, weil er den Linkskurs des Landesverbandes unter Helga Schuchardt und Dieter Biallas nicht mittragen wollte. Von 1975 bis 1980 führte er jedoch den Bezirksverband Hamburg-Wandsbek der Liberalen und konnte so weiter Einfluss ausüben.
Anfang 1983 wurde Müller-Link zum Landesvorsitzenden der FDP gewählt, nachdem viele bisherige Führungsmitglieder nach der Bonner Wende im September/Oktober 1982 und der darauf folgenden schweren Wahlniederlage der FDP bei der Bürgerschaftswahl im Dezember desselben Jahres aus der Partei ausgetreten waren oder die aktive Arbeit eingestellt hatten. Es gelang ihm, die Partei wieder aufzubauen und so aufzustellen, dass er seinem Nachfolger Ingo von Münch 1985 einen kampagnefähigen Landesverband übergeben konnte, der 1987 die Rückkehr in die Bürgerschaft schaffte. Er selbst hatte sich allerdings für Wilhelm Rahlfs als seinen Nachfolger ausgesprochen, konnte sich mit diesem Vorschlag auf dem Landesparteitag jedoch nicht durchsetzen. Von 1983 bis 1985 gehörte Müller-Link dem FDP-Bundesvorstand an. Am 28. August 1986 wurde er vom Landesparteitag zum Ehrenvorsitzenden der Hamburger FDP gewählt.

## Abgeordneter
Müller-Link gehörte der Hamburgischen Bürgerschaft ununterbrochen von 1953 bis 1974 an. Von 1957 bis 1961 und von 1966 bis 1974 war er dort Vorsitzender der FDP-Fraktion.

## Öffentliche Ämter
Von 1961 bis 1966 gehörte Müller-Link dem Senat der Freien und Hansestadt Hamburg an. Er wurde als Senator in die Baubehörde entsandt und war Mitglied der Justizkommission (einen Justizsenator gab es noch nicht).